# IPTV
O IPTV (Internet Protocol Television) ou TVIP (Televisão por IP) é um método de transmissão de sinais televisivos através de redes IP. Diferentemente dos sistemas tradicionais televisivos, o IPTV oferece a capacidade de transmitir a mídia de origem continuamente.
Embora o IPTV use o protocolo da Internet, não está limitada à televisão transmitida pela internet. O IPTV é amplamente implantada em redes de telecomunicações baseadas em assinantes, com canais de acesso de alta velocidade em instalações de usuários finais, também é usada para entrega de mídia em redes corporativas e privadas.

## IPTV vs WEBTV

### IPTV
Na IPTV o conteúdo é enviado apenas em streaming, porém com garantia de qualidade na entrega. O receptor é um aparelho set-top box ligado à televisão (semelhante ao aparelho da televisão a cabo ou DTH), ou até mesmo um videogame como o Xbox 360 e o PlayStation 3.
Permite entrega de áudio e vídeo com alta qualidade, e depende de uma conexão Banda Larga (normalmente vendida junto com o serviço como parte integrante) de, no mínimo, 4 Mbps. A banda destinada ao IPTV não interfere na banda de internet. Por exemplo, na compra de uma velocidade de 6 Mbps de Internet mais um pacote de IPTV, a companhia telefônica disponibiliza, no mínimo, 10Mbps para o cliente, dos quais 4Mbps são exclusivos para o IPTV.
O conceito de IPTV (internet protocol television), nada mais é do que a conectividade da TV com a internet usando, porém, uma infraestrutura dedicada, paralela à da "internet selvagem", justamente para garantir a qualidade e velocidade do serviço.
O serviço de IPTV, não é ílegal, pois o mesmo utiliza internet (banda larga), onde o telespectador paga uma taxa para a operadora, para poder utilizar o serviço, porém está sendo explorado por muitas operadoras ilegais, quem compre serviço dessas operadores tem ai um serviço ilegal e concorre em crime igualmente.

### WebTV
Já na Televisão na Internet ou WEBTV, além do conteúdo ser visto principalmente no computador, pode-se montar uma programação para ser enviada por download. Entretanto, se o sistema escolhido for streaming, não há garantia de qualidade, podendo haver pausas ou interrupções no envio do conteúdo (por se tratar da rede pública). O dispositivo receptor usualmente é o computador. Além disso, espera-se com a IPTV um conteúdo de maior visibilidade, com canais como: FOX, Warner, entre outros já disponibilizados por companhias de TV a Cabo e DTH.
Já existem algumas opções bastante conhecidas deste tipo de modelo, tais quais o Joost, que distribui vídeos através de uma rede P2P, e o TVU Player, um player gratuito que exibe principalmente canais chineses e americanos.
Outro fator importante de diferenciação: a rede de distribuição do conteúdo (canais de TV, vídeo sob demanda, jogos, menssagens, etc) do IPTV é fechada, se assemelhando a uma intranet corporativa, contra a WEBTV que é transmitida via internet, uma rede de acesso livre.

## Benefícios da Tecnologia

### Para as empresas de telecomunicações
Na prática, as empresas de telecomunicações poderão entrar no negócio de TV por Assinatura, oferecendo assim um pacote completo (4Play: Telefonia, Banda Larga, Telefonia Móvel e TV por Assinatura.
Nas Redes convencionais todos os canais são enviados para o consumidor, estando presentes à entrada do receptor. No IPTV os canais são disponibilizados a pedido. Em situações mais favoráveis de compreensão estarão presentes dois canais, o que permite a visualização de um e a gravação de outro, limitando-se apenas a banda disponível do usuário.

### Para os telespectadores
Além de beneficiar as empresas de telecomunicações, esta tecnologia permite maior interação dos usuários com a TV, trazendo a escolha de conteúdo para suas mãos, além de poder significar uma redução significativa no valor do pacote fechado, em uma única conta.
IPTV pode ser acessado hoje em dia na maioria das SmartTvs através de um aplicativo disponível na loja de aplicativos da própria smartTV, outra maneira de acessar o contéudo para pessoas que não possuem uma TVSmart é através de um TVBOX ou de um Smartphone.
O IPTV opera portanto de forma diferente dos sistemas tradicionais de televisão (cabo, satélite e terrestre), dado que só os programas selecionados e os conteúdos "On-Demand" (Vídeo sob demanda) são distribuídos ao consumidor. O IPTV dispõe sempre de duas vias de comunicação, oferecendo uma verdadeira interactividade entre o utilizador e o sistema.
Com a IPTV é possível, por exemplo, atender a uma chamada telefónica na televisão e ver, em uma janela Picture-in-Picture, a imagem da pessoa com quem se está falando. É possível, também, comprar imediatamente um produto que esteja sendo anunciado, ou que seja exibido em uma novela.
Para se ter um serviço de IPTV de alta qualidade, nível Brodcasting é necessário uma banda larga de pelo menos 4 megas totalmente exclusivos para o serviço, isto é, é necessário separar a banda de Internet normal da banda do IPTV.

## Arquitetura

### Elementos
- Head-end da IPTV: onde TV ao vivo e fontes AV são codificadas, criptografadas e entregues na forma de fluxos direcionados a vários IPs.
- Plataforma de Vídeo on Demand (VOD): onde arquivos de vídeos on demand são armazenados e distribuídos em fluxos a IPs únicos quando um usuário realiza uma solicitação. A plataforma de VOD pode estar localizada (ou considerada parte), por vezes, nos head-ends da IPTV.
- Portal interativo: permite que os usuários naveguem dentro de diferentes serviços de IPTV, como o catálogo dos vídeos sob demanda[6].
- Rede de entrega: a rede de pacotes comutados que transporta os pacotes dos IP (unitários ou agrupados).
- Pontos finais: o equipamento do usuário pode solicitar, decodificar e entregar os fluxos da IPTV para exibir ao usuário. Isso pode incluir computadores e dispositivos móveis, bem como conversores de televisão ("set-top boxes")[7]
- Porta de entrada da TV: é a peça do equipamento numa IPTV residencial na casa do usuário que encerra a ligação de acesso da rede de entrega.
- Conversor de TV do usuário:é a peça no ponto final que decodifica e descriptografa os fluxos de TV e VOD para exibir na tela do televisor.

## Cenário Atual

Mapa dos países do mundo com o IPTV.
Países onde o IPTV está disponível em pelo menos partes do país

### Portugal
Em Portugal, o IPTV já é disponibilizado pela Clix que usa uma plataforma de IPTV própria desde Abril de 2006 e pela Altice, que utiliza plataforma da Microsoft,  desde Junho de 2007.

#### MEO
O serviço da MEO inclui serviço fixo de telefone sem assinatura, chamadas ilimitadas dentro da rede MEO, internet de banda larga com tráfego ilimitado e serviço de TV com possibilidade de personalizar canais (pacotes base: MEO 50 e MEO 50+10; número total de canais: 110), alugar videos e gravar conteúdos.

### Brasil
No Brasil a Claro possui o Claro Box TV, um aparelho que reúne canais da TV paga via IPTV e também serviços de streaming.
Em 30 de novembro de 2020 , a DirecTV Go que oferece canais de televisão via streaming chegou ao Brasil..

### Outros Países
Hoje, esta tendência mundial já conta com mais de 13,3 milhões de usuários em todo o mundo (base: ano 2007). Estimativas apontam para 36,9 milhões de usuários em 2009.   Os paises que largaram na frente, são respectivamente, China, com a empresa PCCW's - 440 mil usuários - nov/06; Espanha, com a Telefonica - 350 mil usuários - jul/06 e a Bélgica, com a empresa Belgacom, contando com 102 mil usuários - set/06.

### Na Internet
Alguns programas foram lançados com o intuito de usar a internet como plataforma de transmissão para IPTV, sendo assistida directamente no ecrã do computador, mas apenas dois tiveram real relevância para  o desenvolvimento desta tecnologia. O Joost criado pela mesma equipe do Skype, e o Livestation, desenvolvido pela companhia inglesa Skinkers em parceria com a Microsoft.
Deve acontecer até o final do ano o lançamento comercial da solução de algumas destas companhias, no entanto o serviço deve-se limitar a VOD (aluguel de vídeos), já que ainda existem alguns empecilhos regulatórios para que as operadoras possam oferecer o serviço de TV por assinatura no Brasil.

### Listas de IPTV
São links com conteúdo de texto plano com uma linguagem especifica criada para que os usuários do mercado paralelo carregue tais listas em todo tipo de aparelho através de aplicativos. Esses links e informações sobre a lista de mídia são armazenados em arquivos com a extensão m3u ou m3u8.

## Algumas das empresas que já implantaram o serviço no exterior
- AT&T
- PCCW
- Fastweb
- MEO
- Millicom
- Telefónica
- Belgacom
- CLARO ( Embratel )